# Colombine lumachelle
Phaps chalcoptera
Espèce
Statut de conservation UICN

 LC  : Préoccupation mineure

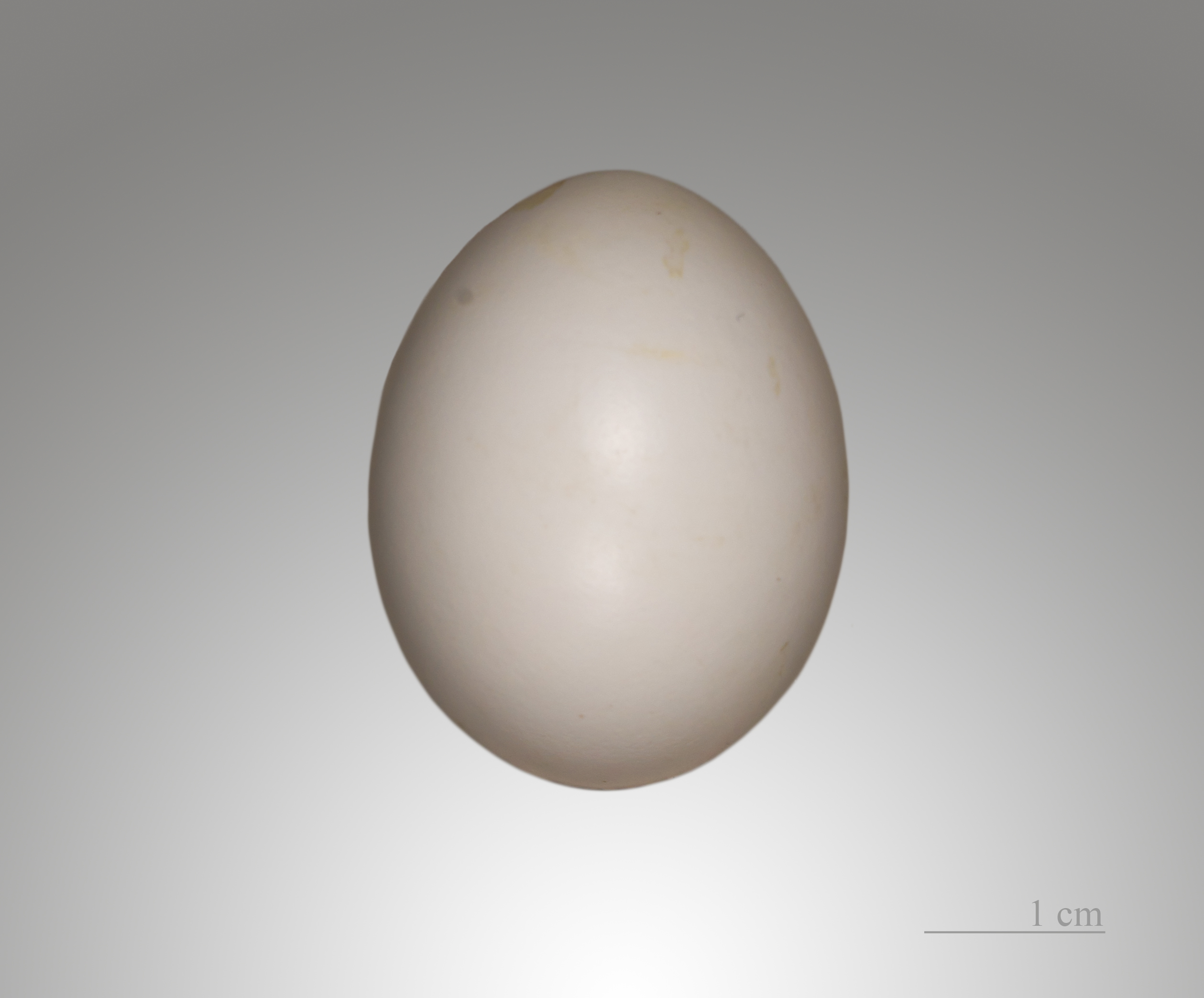
Œuf de Colombine lumachelle – Muséum de Toulouse

La Colombine lumachelle (Phaps chalcoptera) est une espèce de pigeons originaires d'Australie.

## Description
Il mesure 30 à 36 cm de long. Le mâle a le front jaune ou blanc et la poitrine rose. Il a une ligne blanche au-dessus, au-dessous et derrière l'œil. Les ailes sont tachées de vert, de blanc et de rouge. Le reste du corps est brun. L'iris est jaune, le bec noir et, comme les autres pigeons, les pattes rouges.

## Distribution et habitat
C'est l'un des pigeons les plus répandus en Australie. On le trouve partout : en ville, en plaine, en forêt sauf dans les régions désertiques et les forêts tropicales.

## Alimentation
Il se nourrit de graines et autres végétaux. Il doit boire souvent et ne s'éloigne jamais très loin d'un point d'eau.

## Mode de vie
Il vit seul, en couples et en petits groupes. Il passe sa journée sur le sol pour se nourrir.

## Reproduction
Il niche dans les arbres et la femelle pond deux œufs que le couple couve alternativement pendant 18 jours.